# 地域医療機能推進機構中京病院
地域医療機能推進機構中京病院（ちいきいりょうきのうすいしんきこうちゅうきょうびょういん）は愛知県名古屋市南区にある医療機関。地域医療機能推進機構が運営する病院の一つ。通称JCHO中京病院（ジェイコーちゅうきょうびょういん）。

## 概要
名古屋市南部から知多半島北部地域の拠点となる総合病院である。
1947年10月三菱重工業（株）三菱航空機製作所付属病院を買収、旧厚生省保険局が開設者となり、財団法人愛知県社会保険協会の経営委託により、同年12月に社会保険中京病院として55床8診療科で船出した。
その後、順次規模を拡大し、1970年に日本初の人工腎臓センターを開設、1973年からは腎移植を開始。1978年には、これも日本初の熱傷センターを設置し、当時腎不全治療・熱傷の分野で全国的に有名となった。1991年には683床に増床したが2010年に結核20床を廃止し、現在は29診療科を標榜する661床の病院に、健康管理センター、老人保健施設（100床）を併設する。
社会保険庁の解体に併せ、2008年10月、社会保険病院は独立行政法人年金・健康保健福祉施設整理機構（RFO）に出資された状況に置かれた。
その後、2014年4月、「独立行政法人地域医療機能推進機構中京病院（JCHO中京病院）」として発足した。同機構は旧来の社会保険病院、厚生年金病院、船員保険病院を統合し全国57の病院で構成されているが、中京病院はその中でも最大規模の病院である。
2001年12月には屋上ヘリポートが完成させ、遠方からの患者受け入れ体制を確立し、2003年には救命救急センターを設置、2006年にDMAT（災害派遣医療チーム）を設置するなど、救急医療分野の充実に力を入れてきた。さらに、2004年にはいちはやくDPCを導入し、地域医療支援病院・地域がん診療連携拠点病院・災害拠点病院・臨床研修指定病院の指定など、地域における拠点病院として重要な認定の取得に努めている。
2021年11月現在、診療科29科、病床数：661床（一般病床）を有する。
透析センター、熱傷センターが開設されるなど高度医療の導入が多く、地域医療支援病院・がん診療連携拠点病院・災害拠点病院・臨床研修指定病院などにも指定・承認されている。

## 沿革
- 1947年12月1日 - 三菱重工業（株）三菱航空機製作所付属病院を買収した旧厚生省保険局が開設者となり、財社会保険中京病院として発足。許可病床数：55床、診療科目：8科（内科、外科、小児科、産婦人科、耳鼻咽喉科、眼科、皮膚科、泌尿器科）よりスタートした。
- 1952年4月 - 許可病床数：361床となる。
- 1954年7月 - 准看護婦学校（中京看護専門学校）を併設。
- 1956年11月 - 許可病床数：463床となる。
- 1958年9月 - 経営主体が全国社会保険協会連合会に変更。
- 1959年9月 - 伊勢湾台風による被害甚大。
- 1966年4月 - 医療社会事業室の新設。
- 1967年4月 - 許可病床数：590床となる（14看護単位）。
- 1970年2月 - 中央診療棟竣工（7階建て）。許可病床数：632床（一般476床、精神8床、結核148床）。
- 1970年2月 - 人工腎センター（透析センター）を開設。
- 1971年3月 - 厚生省より臨床研修指定病院に指定される。
- 1974年12月 - ICU（集中治療室）を開設。
- 1978年2月 - 南病棟完成。
- 1980年10月 - 熱傷センターを開設。
- 1983年2月 - 特殊医療センター開設。
- 1984年11月 - 健康管理センターを開設。
- 1989年9月 - 本館（南棟）完成、外来カルテセンター稼動。
- 1990年3月 - 許可病床数：683床となる（一般663床、結核20床）。
- 1992年3月 - 本館（北棟）完成。
- 1994年11月 - 中京看護専門学校を開設。
- 1996年11月 - 愛知県より災害拠点病院に指定される。
- 1997年3月 - 中京社会保険介護老人保健施設”あゆちの郷”完成。
- 1999年6月 - 日本医療機能評価機構より病院機能評価認定。
- 2001年12月 - 新中央棟・講堂（体育館）・ヘリポート完成。
- 2002年12月 - 新南館、増改築。
- 2003年4月 - 救命救急センター開設。
- 2006年9月 - 愛知県より地域医療支援病院の承認。
- 2007年1月 - 厚生労働省より地域がん診療連携拠点病院に指定される。
- 2010年1月 - 許可病床数：663床へ変更（結核病床返納）。
- 2014年4月 - 地域医療機能推進機構による運営に移行。

## 診療科
- 総合診療科
- 血液・腫瘍内科
- 内分泌・糖尿病内科
- 呼吸器内科
- 循環器内科
- 消化器内科
- 脳神経内科
- 腎臓内科
- 精神心療科
- 小児科
- 小児循環器科
- 外科
- 脳神経外科
- 心臓血管外科
- 呼吸器外科
- 整形外科
- 皮膚科
- 形成外科
- 泌尿器科
- 産婦人科
- 眼科
- 耳鼻咽喉科・頭頸部外科
- 放射線科
- 救急科
- リハビリテーション科
- 歯科口腔外科
- 緩和支持治療科
- 麻酔科
- 心療科
- 病理診断科

## 医療機関の指定等
- 保険医療機関
- 労災保険指定医療機関
- 指定自立支援医療機関（更生医療・育成医療・精神通院医療）
- 身体障害者福祉法指定医の配置されている医療機関
- 精神保健指定医の配置されている医療機関
- 生活保護法指定医療機関
- 結核指定医療機関
- 戦傷病者特別援護法指定医療機関
- 原子爆弾被害者医療指定医療機関
- 原子爆弾被害者一般疾病医療取扱医療機関
- 地域医療支援病院
- 災害拠点病院
- 救命救急センター
- 臨床研修指定病院
- 臨床修練指定病院
- がん診療連携拠点病院
- 特定疾患治療研究事業委託医療機関
- 指定養育医療機関
- DPC対象病院
- 小児慢性特定疾患治療研究事業委託医療機関
- 第二種感染症指定医療機関
- 公害医療機関
- 母体保護法指定医の配置されている医療機関

## 看護師育成
1954年（昭和29年）に准看護婦学校を併設、数度の改組を経て1995年（平成7年）には中京病院付属看護専門学校を設置していたが、2021年（令和3年）3月末をもって閉校した。

## 交通アクセス
- 名古屋市営バスで「中京病院」バス停下車、徒歩で約1分。
  - 金山19系統・栄21系統・神宮12系統・笠寺11系統・南巡回など複数系統あり。ただし名港16系統の地下鉄鳴子北行きは停車しないので隣の紀左ヱ門橋東が最寄りとなる。
- 名鉄常滑線で道徳駅下車、徒歩で約12分。